# Trafalgar-Klasse (1983)
Die atomgetriebenen Angriffs-U-Boote der Trafalgar-Klasse standen von 1982 bis 2025 bei der britischen Royal Navy in Dienst. Sie wurden von Vickers (heute BAE Systems) im englischen Barrow-in-Furness gebaut. Ihr Heimathafen war überwiegend die Marinebasis Devonport bei Plymouth.
Die Boote der Trafalgar-Klasse wurden 1978 als Ergänzung zu den U-Booten der Swiftsure-Klasse geordert. Ihre primäre Aufgabe sollte in der Verfolgung und Bekämpfung sowjetischer U-Boote und Kriegsschiffe liegen. Nach dem Ende des Kalten Krieges wurden die U-Boote zunehmend als Eskorte für britische Konvois eingesetzt. 1999 wurde die HMS Trafalgar als erstes U-Boot ihrer Klasse für den Einsatz von Tomahawk-Marschflugkörpern umgerüstet. Diese wurden erstmals während des Afghanistankrieges eingesetzt. Auch während des Irak-Krieges 2003 waren zwei U-Boote der Trafalgar-Klasse im Persischen Golf im Einsatz. Die Hauptaufgabe der U-Boote liegt dennoch auch weiterhin in der Aufklärung und dem Geleitschutz für britische Kriegsschiffe, insbesondere für die Flugzeugträger der Invincible-Klasse.

## Technik
Die U-Boote wurden von einem PWR1-Druckwasserreaktor angetrieben. Im Gegensatz zur Swiftsure-Klasse, die von einem herkömmlichen Propeller angetrieben wurde, verfügte die Trafalgar-Klasse über einen sogenannten Düsenringpropeller, der bei gleicher Geschwindigkeit deutlich langsamer drehte und somit erheblich leiser war. Bei der Trafalgar wurde dieses Antriebssystem später nachgerüstet, da es während der Konstruktion des Bootes noch nicht zur Verfügung stand.
Seit 2001 wurden die jüngsten vier U-Boote der Trafalgar-Klasse auf den neuesten Stand der Technik gebracht. Hierbei wurde das bisherige Sonar Type 2020 gegen das hochentwickelte Type 2076 getauscht. Mit diesem waren die U-Boote in der Lage ein Objekt auf eine Entfernung von über 100 km zu orten. Durch eine Modernisierung des Antriebs sollte die Geräuschentwicklung weiter reduziert werden. Den Kern des Programmes bildete die Ausrüstung mit moderneren Leitständen und Kommunikationseinrichtungen. Insgesamt kostete die Umrüstung der vier U-Boote ca. eine Milliarde Euro.
Durch die Modernisierung sollte die Trafalgar-Klasse ähnlich leistungsfähig werden wie die Astute-Klasse, die seit 2010 in Dienst gestellt wurde. Sie löste die sieben U-Boote der Trafalgar-Klasse ab. Zwischen 2019 und 2025 wurden die verbliebenen U-Boote außer Dienst gestellt werden.

## Einheiten
Die Klasse war zunächst drei Jahrzehnte in Devonport beheimatet. Die beiden jüngsten noch aktiven Boote waren ab 2019 bzw. ab 2020 in Faslane-on-Clyde stationiert.
| Kennung | Name      | Kiellegung       | Stapellauf       | Indienststellung | Außerdienststellung |
| ------- | --------- | ---------------- | ---------------- | ---------------- | ------------------- |
| S107    | Trafalgar | 25. April 1979   | 1. Juli 1981     | 27. Mai 1983     | 4. Dezember 2009    |
| S87     | Turbulent | 8. Mai 1980      | 1. Dezember 1982 | 28. April 1984   | 14. Juli 2012       |
| S88     | Tireless  | 6. Juni 1981     | 17. März 1984    | 5. Oktober 1985  | 19. Juni 2014       |
| S90     | Torbay    | 3. Dezember 1982 | 8. März 1985     | 7. Februar 1987  | 14. Juli 2017       |
| S91     | Trenchant | 28. Oktober 1985 | 3. November 1986 | 14. Januar 1989  | 22. Mai 2022        |
| S92     | Talent    | 13. Mai 1986     | 15. April 1988   | 12. Mai 1990     | 22. Mai 2022        |
| S93     | Triumph   | 2. Februar 1987  | 16. Februar 1991 | 2. Oktober 1991  | 21. Juli 2025       |

## Fotos

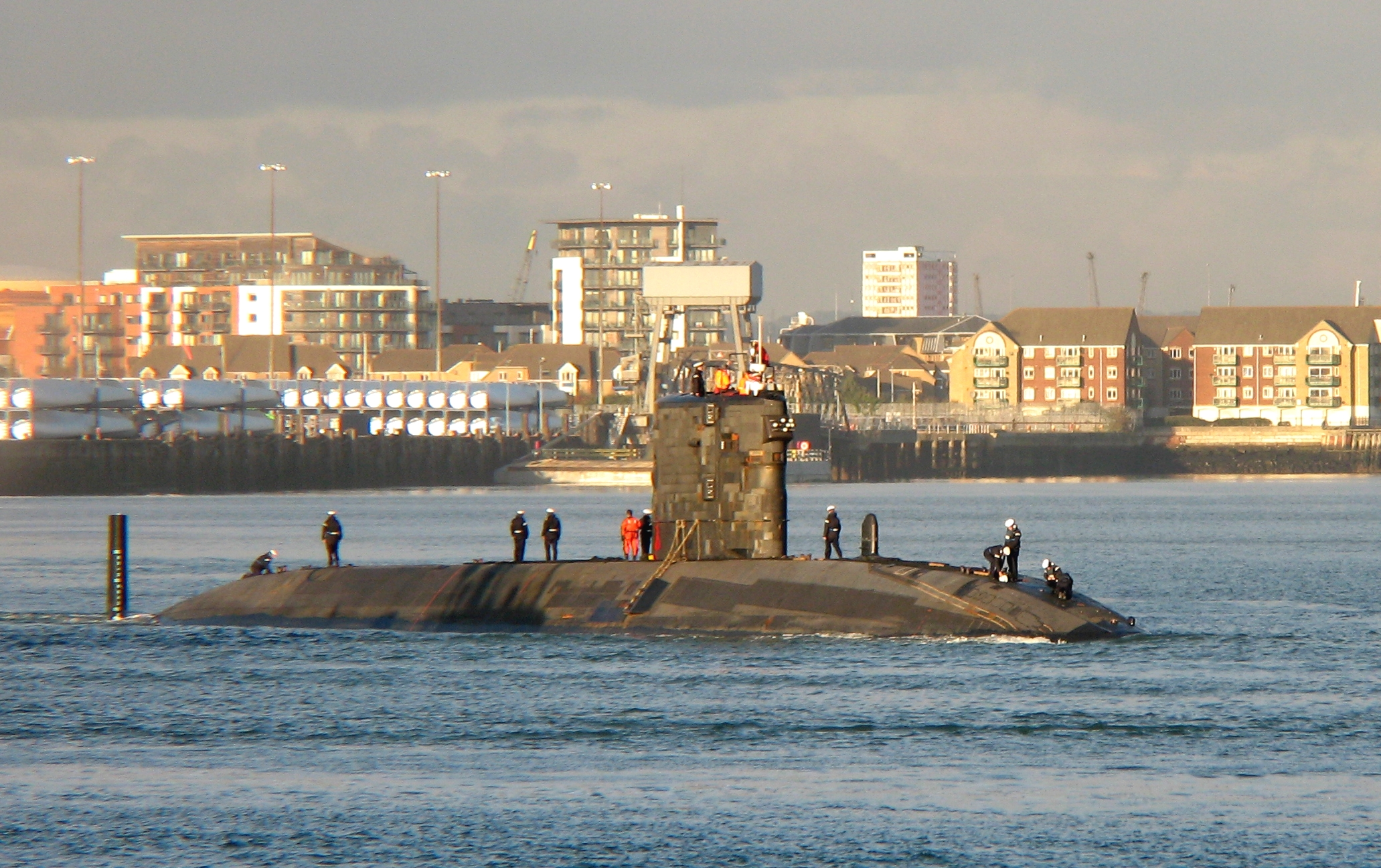
HMS Trafalgar
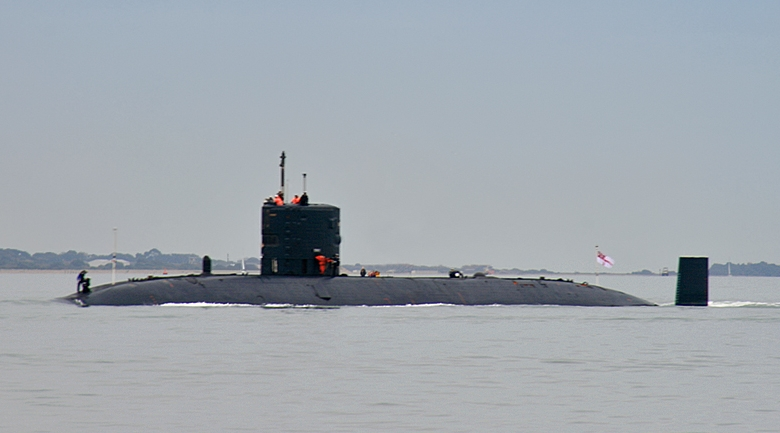
HMS Torbay
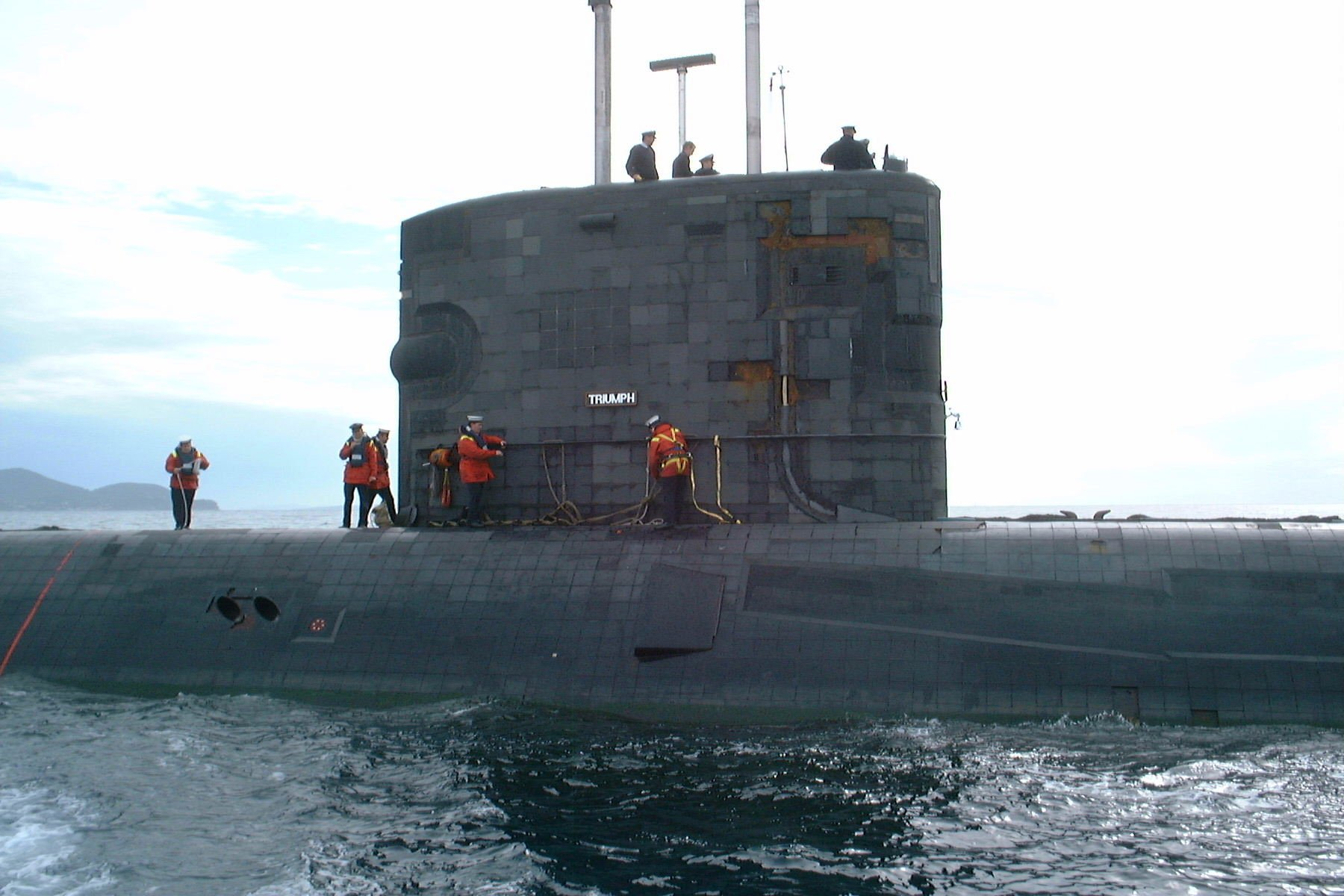
HMS Triumph